# Laelia elata
Laelia elata är en orkidéart som först beskrevs av Rudolf Schlechter, och fick sitt nu gällande namn av Julian Mark Hugh Shaw. Laelia elata ingår i släktet Laelia och familjen orkidéer. Inga underarter finns listade i Catalogue of Life.